# Sudamericano de Rugby 1975
El Sudamericano de Rugby de 1975 se celebró en Paraguay que por primera vez tuvo la responsabilidad de organizar un torneo sudamericano. Los partidos se jugaron en el estadio del Colegio San José de Asunción.

## Equipos participantes
- Selección de rugby de Argentina
- Selección de rugby de Brasil
- Selección de rugby de Chile
- Selección de rugby de Paraguay
- Selección de rugby de Uruguay

## Posiciones
| Pos. | Equipo    | Encuentros | Encuentros | Encuentros | Encuentros | Tantos  | Tantos    | Tantos     | Puntos |
| Pos. | Equipo    | jugados    | ganados    | empatados  | perdidos   | a favor | en contra | diferencia | Puntos |
| ---- | --------- | ---------- | ---------- | ---------- | ---------- | ------- | --------- | ---------- | ------ |
| 1    | Argentina | 4          | 4          | 0          | 0          | 232     | 24        | + 208      | 8      |
| 2    | Chile     | 4          | 3          | 0          | 1          | 93      | 65        | + 28       | 6      |
| 3    | Uruguay   | 4          | 2          | 0          | 2          | 98      | 70        | + 28       | 4      |
| 4    | Brasil    | 4          | 1          | 0          | 3          | 42      | 139       | - 97       | 2      |
| 5    | Paraguay  | 4          | 0          | 0          | 4          | 27      | 194       | - 167      | 0      |

Nota: Se otorgan 2 puntos al equipo que gane un partido, 1 al que empate, 0 al que pierda

## Resultados[1]
| 20 de setiembre | Brasil | 10 - 31 | Chile | estadio del Colegio San José, Asunción, Paraguay |  |

| 21 de setiembre | Argentina | 30 - 15 | Uruguay | estadio del Colegio San José, Asunción, Paraguay |  |

| 21 de setiembre | Paraguay | 6 - 19 | Brasil | estadio del Colegio San José, Asunción, Paraguay |  |

Nota: Algunas fuentes dan un triunfo de Brasil a Paraguay por 21 - 6 lo que no incide en la tabla de posiciones
| 23 de setiembre | Uruguay | 38 - 7  | Brasil | estadio del Colegio San José, Asunción, Paraguay |  |
|                 |         | Reporte |        |                                                  |  |

| 23 de setiembre | Paraguay | 3 - 44 | Chile | estadio del Colegio San José, Asunción, Paraguay |  |

| 25 de setiembre | Chile | 15 - 7 | Uruguay | estadio del Colegio San José, Asunción, Paraguay |  |

| 25 de setiembre | Argentina | 93 - 0 | Paraguay | estadio del Colegio San José, Asunción, Paraguay |  |

| 27 de setiembre | Argentina | 64 - 6 | Brasil | estadio del Colegio San José, Asunción, Paraguay |  |

| 28 de setiembre | Paraguay | 18 - 38 | Uruguay | estadio del Colegio San José, Asunción, Paraguay |  |

| 28 de septiembre | Argentina | 45 - 3 | Chile | estadio del Colegio San José, Asunción, Paraguay |  |

| Bandera de Argentina |
| Campeón Argentina    |
| Noveno título        |